# Mandeville North

Mandeville North (communément référencée simplement comme Mandeville par les locaux) est un petit village du district de Waimakariri, situé dans la région de Canterbury,dans l'Île du Sud de la Nouvelle-Zélande.

## Histoire
Du fait des nouvelles subdivisions construites dans le secteur, la population a grossi rapidement, en particulier après le Séisme de 2011 à Christchurch.
La construction du lotissement du village de Mandeville commença à la fin de l’année 2017 et fut terminée au début de l’année 2018.

## Terrains de Sports
Le centres sportif de Mandeville (en) est localisé à 1 km au sud du centre du village.
Un certain nombre de sports sont pratiqués dans le complexe, mais  toutefois le plus connu est le terrain de cricket.
Depuis 2008, le premier rodéo de Canterbury a été accueilli ici .